# Lucas Alberdi
Lucas Alberdi Aranzabal (1906-1993) fue un damasquinador, pintor y escultor español.
Alberdi fue un relevante artista eibarrés que destacó en el arte del damasquinado considerándose uno de los mejores damasquinadores españoles.

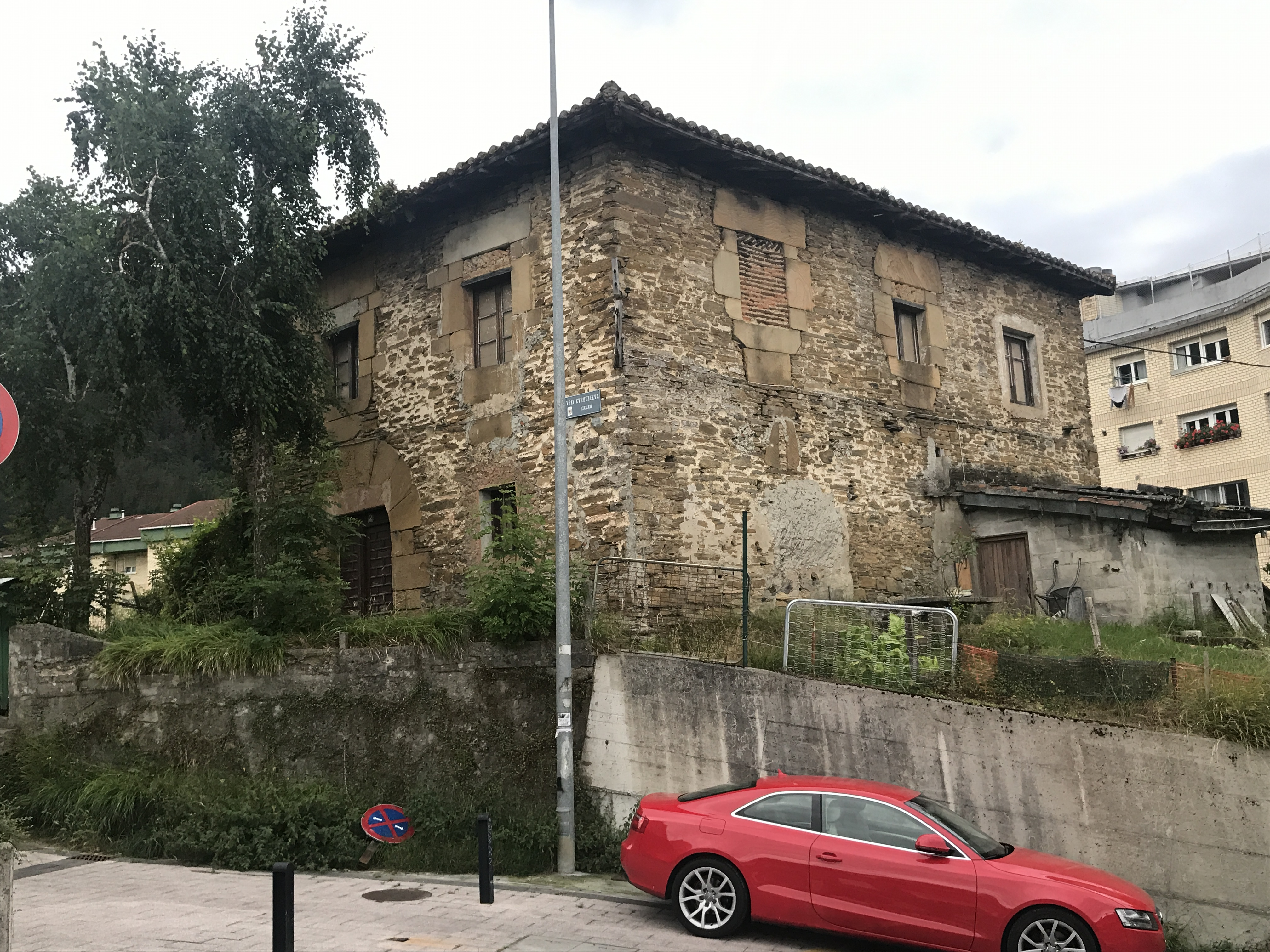
Casa natal de Lucas Alberdi.

## Biografía
Lucas Alberdi nació en Éibar, Guipúzcoa, País Vasco (España) el 18 de octubre de 1906 en el seno de una familia obrera. Su padre, Andrés Alberdi, era trabajador de Orbea. Su madre, Antonia Aldazábal, tuvo cuatro hijos. Lucas fue el tercero de ellos. Desde muy joven sobresalió por su talento en el dibujo artístico y la pintura.
Recibió las primeras clases de dibujo en la entonces villa armera de la mano de una anciana. Con 14 años de edad comenzó a trabajar como aprendiz de damasquinador bajo las órdenes de Julián Lareategui.
Lareategui enseguida vio las dotes artísticas de Alberdi y lo puso bajo las órdenes del maestro damasquinador Agustín Larrañaga. Lucas Alberdi después de su jornada laboral diaria acudía a la escuela de Armería en donde recibía clases de dibujo de Jacinto Olabe.
Realizó tareas de cincelador y troquelista para orfebrería y platería. Poco tiempo después comenzó a realizar trabajos en su domicilio que posteriormente ocuparían todo su tiempo laboral. El carácter autodidacta y emprendedor de Lucas le llevó a introducir diferentes variaciones en el arte del damasquinado, el que combinaba con bronce y pintura en la misma pieza.
Con 40 años experimentaba con la escultura y cinco años más tarde con el óleo. En 1952 obtiene plaza en la Escuela Municipal de Dibujo, donde llegaría a ser director manteniendo ese puesto por 32 años. Junto a su trabajo en la escuela de dibujo dio clases durante 30 años en la Escuela de Damasquinado y dirigió la Escuela Sindical de Artesanía.
Alberdi descolló en la enseñanza por su manera natural y afable de transmitir sus conocimientos. Bajo su batuta fueron muchos los artesanos damasquinadores que se formaron y mantiene el arte de la incrustación del oro en el acero vivo.
Lucas Alberdi murió en 1993.

## Actividad política
Con 17 años se afilió al Partido Socialista Obrero Español. El 14 de abril de 1931 tomo parte activa en la proclamación de la segunda República en Éibar, la primera ciudad de España que lo hizo, junto al histórico Toribio Echeverría.
Intervino en la llamada Revolución de Octubre de 1934 siendo detenido y encarcelado en la prisión de Pamplona con una pena de 25 años. El triunfo del Frente Popular en las elecciones de enero de 1936 fue puesto en libertad. En su encierro en Pamplona realizó varias obras relevantes entre las que sobresale Caseros en la puerta de Urkidi Dorrea realizada al carboncillo en 1935.
Después del golpe de Estado del General Franco, Lucas Alberdi luchó en la guerra civil que siguió a la rebelión militar. Al principio en Bilbao con destino de funciones de grabador pero pronto formó parte de la Octava Brigada Mixta. Fue capturado en Santander junto a una treintena de compañeros y condenado a muerte. Logró huir, junto con Eusebio Lafuente, permaneciendo oculto hasta el fin de la guerra.

## Su obra
El espíritu del trabajo bien hecho, del que hace gala la idiosincrasia eibarresa, se plasmó en la obra de Lucas Alberdi. Una de las labores de ornamentación de las armas eibarresas más destacada es la del damasquinado. Alberdi damasquino pistolas y escopetas de gran lujo destinadas a los magnates y políticos, entre estos últimos están personajes como Juan Domingo Perón, Mohamed V y Hassan II de Marruecos, Hussein de Jordania o el propio Franco.
Entre los temas tratados por Alberdi figura el toreo, tanto en la pintura como en el damasquinado desarrolló este tema bien con retratos de los toreros, bien grabando motivos taurinos. Era un gran aficionado a los toros y seguidor del torero eibarrés Pedro Basauri Pedrucho.
Fue muy crítico con la forma de trabajar el damasquinado en Toledo y contrario al uso que estos hacen de diferentes ácidos y aguasfuertes para este trabajo artesanal.